# Berrikano
Berrikano officiellement, Berrikao en basque ou Berricano en espagnol est une commune ou une contrée appartenant à la municipalité de Zigoitia dans la province d'Alava, située dans la Communauté autonome basque en Espagne.